# Chrysiptera rollandi
Chrysiptera rollandi · Demoiselle de Rolland
Espèce
Chrysiptera rollandi, communément nommé Demoiselle de Rolland, est une espèce de poissons marins de la famille des Pomacentridae.
La Demoiselle de Rolland est présente dans les eaux tropicales de la zone centrale de la région Indo-Pacifique.
Sa taille maximale est de 7,5 cm.